# Bel-dan (herold)
Bel-dan (akad. Bēl-dān, w transliteracji z pisma klinowego zapisywane mEN-KALAG-an; tłum. „Pan jest potężny”) – wysoki dostojnik sprawujący urząd „herolda pałacu” (akad. nāgir ekalli) za rządów asyryjskich królów Szamszi-Adada V (823-811 p.n.e.) i Adad-nirari III (810-783 p.n.e.); według asyryjskich list i kronik eponimów dwukrotnie, w 820 i 807 r. p.n.e., pełnił też urząd eponima (akad. limmu).
Jego imieniem jako eponima datowany jest tekst prawny z Aszur, w którym niejaki Nabu-belu-szallim, naczelny eunuch Jahalu, naczelnego dowódcy wojsk (turtānu), kupuje posiadłość. Chodzić tu musi o pierwszy eponimat Bel-dana (820 r. p.n.e.), jako że w 807 r. p.n.e., za jego drugiego eponimatu, stanowisko turtānu pełnił już Belu-lu-balat, a nie Jahalu.